# Васіна Зінаїда Олександрівна
Зінаїда Олександрівна Васіна (4 серпня 1950, м. Київ) — українська театральна художниця, графікиня, художниця-етнографиня, науковиця. Членкиня Національної спілки художників України (1980). Дружина художника Анатолія Криволапа. Мати художниці Ганни Криволап.

## Життєпис
Зінаїда Васіна народилася 4 серпня 1950 року в Києві.
1975 року закінчила факультет театрально-декоративного мистецтва Київського художнього інституту (нині Національна академія образотворчого мистецтва і архітектури) під керівництвом професорів М. Духновського, Д. Лідера — театральне мистецтво, С. Подерев’янського — живопис, малюнок, Д. Соколова — історія костюма.
Протягом 1970—1990-х рр. працювала художником-постановником на Українському телебаченні, в Національній опері України, у Київському естрадно-цирковому училищі, в Дитячому музичному театрі, Театрі класичного балету  В. Вронського, у приватному театрі (м. Фюрт, Німеччина)
Обіймала посаду художниці відділу етнографії Інституту мистецтвознавства, фольклористики та етнології імені М. Т. Рильського НАН України (1976—2002). З 2000-х років працювала науковою співробітницею у Музеї історичних коштовностей України.
Як живописиця Зінаїда Васіна експонувала свої твори в Україні та за кордоном. Персональна виставка живопису мисткині «Уявлення»  (диво-світ Трипілля) експонувалася в Сараєво (2016) та Музеї етнографії та художнього промислу Інституту народознавства НАН України (2017).
У листопаді 2023 року в Національному музеї декоративного мистецтва України відбулася виставка «Доньки-Матері. Зінаїда Васіна та Ганна Криволап». В експозиції були представлені художні твори відразу декількох поколінь — художниці Зінаїди Васіної, рукотворні речі її матері, бабусі та прабабусі, а також живопис її доньки Ганни Криволап. Головна ідея цього мистецького проєкту — продемонструвати нескінченність українського роду, невичерпність талантів українських жінок, що передаються у спадок із покоління в покоління.

## Творчість
Творчість Зінаїди Васіної тісно пов’язана з українською культурною спадщиною, а наукові дослідження — з етномистецтвознавством та історією українського костюма.
Уважається одним з провідних спеціалістів зі сценічного українського народного вбрання. Працювала провідною художницею Укрконцерту. У її костюмах виступають творчі колективи багатьох ансамблів України: Національний заслужений академічний український народний хор імені Григорія Верьовки, Черкаський народний хор, танцювальний ансамбль «Калина», ВІА «Кобза» та ін.
Художниця створила відкритий перфоманс з трипільського бодіарту в Нюрнберзі. 
Як художниця й етнографиня проілюструвала багато фундаментальних  видань ІМФЕ. Працювала над створенням українських художніх листівок, ілюструвала українські народні казки, дитячі книжки української тематики, етнографічні календарі, першу незалежну українську абетку «Материнка».
Авторка двотомного видання «Український літопис вбрання» (2003, 2006), досліджень «Еволюція українського вбрання. Сторінки історії» (2021). «Вбрання Київської Русі» (2023), низки публікацій та наукових статей з теорії реконструкції українського історичного костюма.
Оформила мюзикл «Король і я» О. Гаммерштана та Р. Роджерса (м. Фюрт, Німеччина, 1999), балети «Лілея» К. Данькевича (Національна опера України), «Арлекініада» та «Гей, музики» (Дитячий музичний театр), п’єсу В. Шевчука «Птахи з невидимого острова» (театр KIN).

## Вибрані твори
- Український літопис вбрання : книга-альбом : у 2 т. Т. 1 : 11 000 років до н. е. ― ХІІІ ст. н. е. / З. О. Васіна. — Київ : Мистецтво, 2003. — 448 с. : іл.
- Український літопис вбрання : книга-альбом : у 2 т. Т. 2 : ХІІІ — поч. ХХ ст. / З. О. Васіна. — Київ : Мистецтво, 2006. — 448 с. :  іл.
- Українське народне вбрання / Зінаїда Васіна. — Київ : Мистецтво, 2020. — 71 с. : іл.
- Еволюція українського вбрання. Сторінки історії / Зінаїда Васіна. — Київ : Vivat, 2021. — 560 с. : іл.
- Вбрання Київської Русі / Зінаїда Васіна. — Київ : Мистецтво, 2023. — 112 с. : іл.